# Osita Iheme
Osita Iheme, MFR né le 20 février 1982 à Mbaitoli est un acteur nigérian,. Il est largement connu pour avoir joué le rôle de Pawpaw dans le film Aki na Ukwa aux côtés de Chinedu Ikedieze. Osita Iheme est le fondateur d'Inspired Movement Africa qu'il a fondé pour inspirer, motiver et stimuler l'esprit des jeunes Nigérians et Africains. En 2007, Osita Iheme a reçu le Lifetime Achievement Award lors des Africa Movie Academy Awards. Il est considéré comme l'un des acteurs les plus célèbres du Nigeria. En 2011, Osita Iheme a été honoré en tant que membre de l'Ordre de la République fédérale (MFR) par le président Goodluck Jonathan. 

## Biographie
Osita Iheme est originaire de Mbaitoli, dans l'État d'Imo, au Nigeria. Iheme a grandi dans l'État d'Abia et est titulaire d'un MBA de l'Institute of Management and Technology, Enugu (IMT). Après avoir terminé ses études à l'IMT, il souhaitait initialement devenir avocat, mais a poursuivi sa carrière dans le cinéma en 1998 et a d'abord joué des petits rôles.

## Carrière

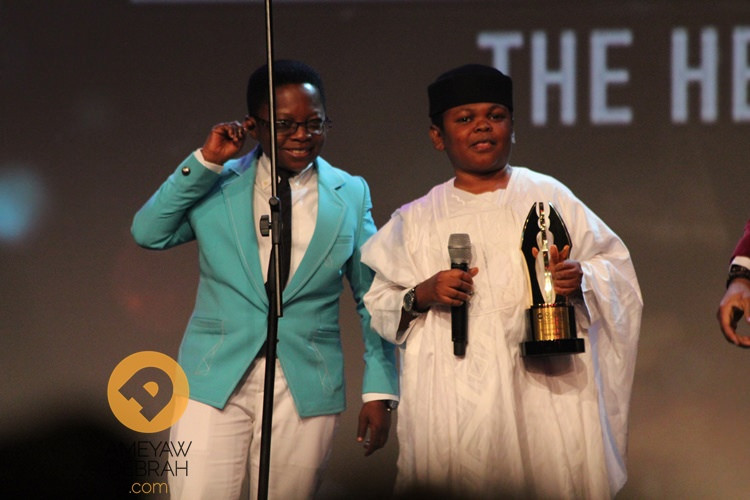
Aki et Paw Paw en 2014.

Au cours de sa carrière, Osita Iheme a souvent été catalogué dans le rôle d'un enfant, un schéma qui l'a suivi jusque dans l'âge adulte. En 2002, il est devenu célèbre en jouant avec Chinedu Ikedieze dans le film comique Aki na Ukwa, dans lequel il jouait le rôle de Pawpaw. Dans ce rôle, Osita Iheme jouait un enfant espiègle. 
Il est l'ambassadeur de la nouvelle génération du Rotary International District 9110 et l'auteur du livre INSPIRED 101. Osita Iheme a joué dans plus d'une centaine de films. Comme son partenaire à l'écran Chinedu Ikedieze, Iheme a un petit physique, ce qui le distingue des autres acteurs de l'industrie cinématographique nigériane.
Il a évolué dans sa carrière, passant d'un acteur comique à un acteur établi aux multiples facettes.
Il a toutefois révélé en 2018 qu'il avait le désir et l'espoir de devenir un politicien dans un avenir proche.

## Honneur
Pour récompenser sa contribution à l'industrie cinématographique nigériane des films de comédie, il a reçu en 2011 l'honneur national nigérian de membre de l'ordre de la République fédérale (MFR) par le président Goodluck Jonathan.

## Influence
La performance d'Osita Iheme aux côtés de son collègue acteur de petite taille Chinedu Ikedieze dans le film Aki na Ukwa de 2002 fait encore beaucoup parler d'elle et le duo, en particulier le personnage d'Osita, à l'écran fait l'objet de mèmes depuis 2019 sur Twitter et d'autres plateformes de réseaux sociaux, ce qui lui a finalement valu une fanbase mondiale.